# Họ Kẹn

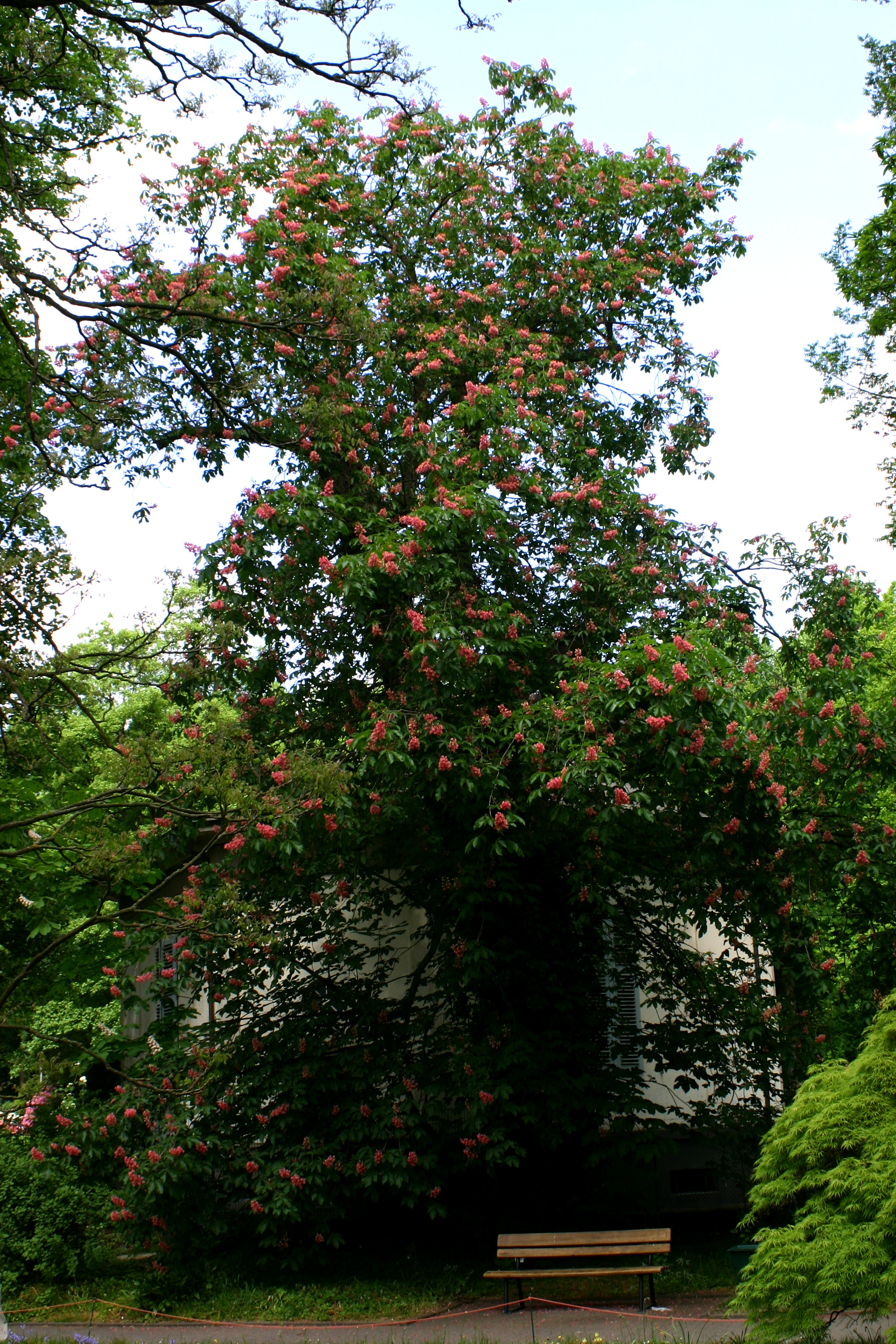
Aesculus × carnea trổ bông.

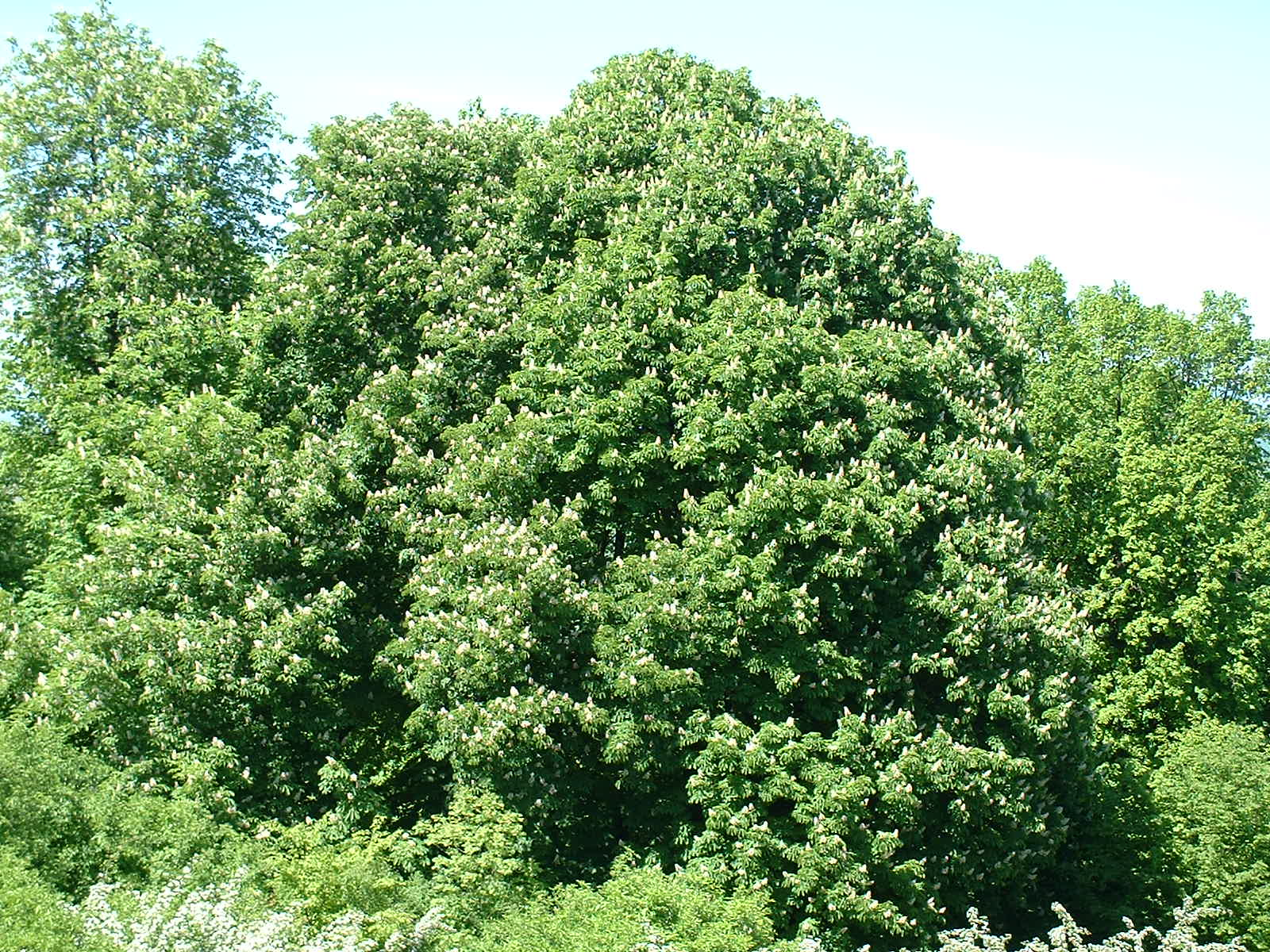

Hippocastanaceae là tên một nhóm nhỏ các cây thân gỗ và cây bụi khi nhóm này được xếp là một họ thực vật. Chi phổ biến của nhóm này là Aesculus. Tuy nhiên chi phân bố ở châu Mỹ Billia và Trung Quốc Handeliodendron đôi khi cũng được xếp vào họ này. Điểm đặc trưng của họ này là lá giống lòng bàn tay.
Các loài trong họ này có quan hệ gần gũi với họ ở vùng nhiệt đới là Sapindaceae, và một vài hệ thống phân loại họ Sapindaceae bao gồm các loài trong họ Hippocastanaceae, cùng với họ Aceraceae.
Các nghiên cứu phân tử gần đây (Harrington et al. 2005) cho thấy cả hai họ Aceraceae và Hippocastanaceae là các nhóm đơn ngành, sự tách biệt từ Sapindaceae sensu lato có thể để lại Sapindaceae sensu stricto là một nhóm cận ngành, đặc biệt khi tham chiếu với chi Xanthoceras. Mặc dù vậy, họ này được xem là đồng nghĩa với tên Hippocastanoideae.